# Zeche Lina (Bochum)
Die Zeche Lina ist ein ehemaliges Steinkohlenbergwerk im Bochumer Stadtteil Stiepel. Das Bergwerk war, trotz der über 70-jährigen Geschichte, nur wenige Jahre in Betrieb.

## Bergwerksgeschichte
Im Jahr 1832 wurde die Mutung für ein Grubenfeld im Rumbergs Siepen eingelegt. Am 12. Mai des Jahres 1849 wurde ein Längenfeld verliehen. Im Anschluss an die Verleihung wurde das Bergwerk in Betrieb genommen. Es wurden mehrere Stollen und ein tonnlägiger Schacht betrieben. Der Schacht wurde vermutlich auch durch den Erzabbaubetrieb Müsen I-X mitbenutzt. Im Jahr 1855 wurde das Bergwerk in Fristen gelegt. In den Jahren 1863 und 1865 war das Bergwerk wieder nachweislich in Betrieb. Im Jahr 1867 wurden von 14 Bergleuten 3925 Tonnen Steinkohle abgebaut. Im Jahr 1869 wurden 4967 Tonnen Steinkohle abgebaut. Im Jahr 1870 war das Bergwerk noch in Betrieb, es gibt jedoch keine Angaben über die Förderung. Im Jahr 1873 wurde die Zeche Lina außer Betrieb genommen. Noch vor dem Jahr 1909 wurde das Bergwerk der Zeche Carl Friedrich Erbstollen zugeschlagen.